# Black Tide
Black Tide — американская рок-группа из города Майами, Флорида.

## История
Группа была образована в 2004 году, когда её основателям Габриэлю (род. 7 ноября 1992 года) и Раулю Гарсии было 11 и 13 лет, соответственно. Вскоре позиции ритм-гитариста и басиста были закрыты Алексом Нуньесом и Закком Сэндлером, их ровесниками. Начав выступать в местных барах, группа быстро привлекла внимание общественности и звукозаписывающих компаний, во многом благодаря достаточно зрелому уровню игры при весьма юном возрасте. В 2005 году молодые музыканты, игравшие под вывеской «Radio», подписали пробное соглашение с Atlantic Records. Спустя год, они сменили лейбл на Interscope Records, предложивший им более выгодный контракт.
В конце 2007 года группа, сменившая название на «Black Tide», отправилась в студию для записи дебютного альбома. К тому моменту, Рауль Гарсия уже не был её участником, его место занял Стивен Спенс. Релиз дебютного альбома, получившего название «Light From Above», состоялся 18 марта 2008 года. Работа получила, в основном, положительные отзывы. Вскоре после выхода альбома состоялась вторая перемена в составе; после ухода Алекса Нуньеса ритм-гитаристом стал Остин Диаc. Тур в поддержку альбома, начавшийся ещё до его выхода, длился с июля 2007 по апрель 2011 года. За это время Black Tide отыграли 341 концерт, как разогревая Iron Maiden, Avenged Sevenfold, Bullet For My Valentine, Trivium и другие известные группы, так и выступая в качестве хедлайнера.
С мая по июнь 2010 года группа была занята записью второго альбома. Релиз работы, получившей название «Post Mortem», должен был состояться в феврале 2011 года, но был задержан до 23-го августа. В звучание группы добавились элементы металкора, однако вокал по прежнему оставался «чистым». В записи открывающего альбом трека «Ashes» принял участие Мэттью Так.
8 октября 2011 года был выпущен мини-альбом «Al Cielo», содержащий испаноязычные версии песен «That Fire», «Let It Out» и «Into The Sky».
21 августа 2012 года группа выпустила мини-альбом «Just Another Drug», содержащий 4 трека. На сей раз звучание стало более медленным и приближенным к хард-року. В записи не принимал участие басист Закк Сэндлер, вскоре покинувший группу. Вокалист Габриэль Гарсия, также умеющий играть на бас-гитаре, самостоятельно записал партии.
12 ноября 2013 года состоялся выход ещё одного мини-альбома «Bite The Bullet», содержащего 6 треков. К этому моменту группу покинул барабанщик Стивен Спенс, что сделало вокалиста Габриэля Гарсию единственным её постоянным участником.
В конце 2014 года группа на своей официальной странице в Facebook объявила о подписании соглашения с лейблом Pavement Entertainment и планах выпустить 3-й полноформатный альбом в 2015 году.
Альбом, получивший название «Chasing Shadows», вышел 16 октября 2015 года. Группа отыграла небольшой тур в его поддержку перед тем как 22 июля 2016 года Габриэль Гарсия объявил о прекращении ее деятельности и начале карьеры в качестве сольного исполнителя.

## Состав

### Нынешние участники
- Габриэль Гарсия (англ. Gabriel Garcia) — вокал, соло-гитара (2004 — 2016)
- Остин Диас (англ. Austin Diaz) — ритм-гитара, бэк-вокал (2008 — 2016)
- Коди Пэйдж (англ. Cody Paige) — ударные, перкуссионные (2014 — 2016)

### Бывшие участники
- Рауль Гарсия (англ. Raul Garcia) — ударные, перкуссионные (2004 — 2006)
- Алекс Нуньес (англ. Alex Nuñez) — ритм-гитара (2004 — 2008)
- Стивен Спенс (англ. Steven Spence) — ударные, перкуссионные (2006 — 2013)
- Закк Сэндлер (англ. Zakk Sandler) — бас-гитара (2004 — 2013)
- Тим Д'Онофрио (англ. Tim D'Onofrio) — ударные, перкуссионные (2013 — 2014)
- Ронни Гутьеррес (англ. Ronny Gutierrez) — бас-гитара, бэк-вокал (2013 — 2014)

## Дискография

### Альбомы
- Light From Above (2008)
- Post Mortem (2011)
- Chasing Shadows (2015)

### Мини-альбомы
- Al Cielo (2011)
- Just Another Drug (2012)
- Bite The Bullet (2013)

### Синглы
| Год выпуска | Название           | Позиция в чартах | Альбом           |
| Год выпуска | Название           | U.S. Main        | Альбом           |
| ----------- | ------------------ | ---------------- | ---------------- |
| 2008        | «Shockwave»        | 25               | Light from Above |
| 2008        | «Let Me»           | —                | Light from Above |
| 2008        | «Warriors of Time» | —                | Light from Above |
| 2008        | «Shout»            | —                | Light from Above |

## Влияние
На Black Tide в равной степени оказали влияние как группы-основатели классического хеви-метала, так и его современные представители. Также, вокалист Габриэль Гарсия высказывал своё положительное отношение к хип-хопу и поп-музыке. По его словам, он старается избегать стилевых ограничений при сочинении музыки.